# Ізовалентна домішка
Ізовалентна домішка — домішка в напівпровіднику, атоми якої мають однакову валентність з атомами напівпровідника.
Ізовалентні домішки не створюють заряджених центрів, але завдяки іншій спорідненості до електрона, можуть бути центрами локалізованих станів, пастками для носіїв заряду, центрами рекомбінації тощо.
Прикладами ізовалентних домішок можуть бути кремній у германії, вуглець у кремнії.